# Alejandro Glaría
Alejandro Rubén Glaría González (* 25. August 1970 in Buenos Aires), auch bekannt unter dem Spitznamen El Hueso (dt. Der Knochen), ist ein ehemaliger argentinischer Fußballspieler auf der Position des Stürmers.

## Leben
„El Hueso“ Glaría begann seine Profikarriere 1989/90 bei San Miguel und spielte für verschiedene Vereine in Südamerika, bis er 1998 vom CF Pachuca verpflichtet wurde, bei dem er seine erfolgreichste Zeit als Fußballspieler erlebte. Im Winterturnier 1999 gewann er mit den Tuzos die mexikanische Fußballmeisterschaft und hatte an diesem Erfolg mit seinen Treffern einen entscheidenden Anteil; denn in den Finalspielen gegen den Hauptstadtverein und „alten Rivalen“ Cruz Azul (beide Vereine wurden im Bundesstaat Hidalgo gegründet) erzielte er alle drei Tore zum 3:2-Gesamtsieg seiner Mannschaft.
Nach weiteren Stationen in Mexiko beim Puebla FC, den UNAM Pumas und den Jaguares de Chiapas kehrte Glaría 2003 in seine Heimat zurück, wo er seine aktive Laufbahn beim CA Talleres ausklingen ließ.
Sein Vater Rubén Glaria war ebenfalls professioneller Fußballspieler und WM-Teilnehmer 1974 mit Argentinien.

## Erfolge
- Mexikanischer Meister: Invierno 1999